# Jay Secka
Jay Secka (geboren 1980) ist eine ehemalige gambische Leichtathletin.

## Leben
1997, 1999 und 2000 gewann sie den Brufut Run. 2001 wurde sie Zweite hinter Adama Manneh.
Am 16. April 1999 stellte sie mit 5:03,56 min über 1500 Meter in Bakau einen gambischen Nationalrekord auf. Dieser Rekord wurde später von Sona Saho unterboten, die am 12. Mai 2017 bei den West Africa Championships in Conakry (Guinea) diese Strecke in 4:45,3 min lief.
Im März 2001 trat sie bei den Inter Schools Athletics für die Gambia Senior Secondary School an und gewann die Läufe über 1500 und 3000 Meter. Am 12. Mai 2001 startete sie bei den International Solidarity Athletics in Bakau (Gambia). Ende Mai 2002 nahm sie erneut an diesem Wettbewerb teil.
Im Gigo's Marathon Run startete sie 2003 über 4 km für die Gambia Senior Secondary School und wurde Zweite. Im selben Jahr startete sie erneut bei den Inter Schools Athletics.